# Berzy-le-Sec
Berzy-le-Sec è un comune delegato del comune di Bernoy-le-Château, situato nel dipartimento dell'Aisne della regione dell'Alta Francia. In precedenza comune autonomo, il 1º gennaio 2023 è confluito insieme all'ex comune di Noyant-et-Aconin nel nuovo comune di Bernoy-le-Château.

## Società

### Evoluzione demografica
Abitanti censiti